# كالانيتيكس
تم ابتكار برنامج التمرينات كالانيتيكس بواسطة كالان بينكني (Callan Pinckney) في أوائل ثمانينيات القرن العشرين. والكالانيتيكس هو نظام تدريب يتضمن تكرارًا كثيفًا لحركات وضغطات عضلية صغيرة يقصد بها تحسين التوتر العضلي. ويرجع الفضل في تطوير هذا البرنامج إلى بينكني التي استمدته من تمارين الباليه القديمة لمساعدتها في تخفيف حدة مشاكل الظهر التي عانت منها منذ ولادتها.
وتعتمد فكرة الكالانيتيكس على أن العضلات السطحية في جسم الإنسان مدعومة بعضلات متعمقة، ولكن في أكثر البرامج التدريبية المشهورة يقتصر الأمر على تمرين العضلات السطحية فقط. أما في تمارين الكالانيتيكس فتتركز التمرينات على العضلات المتعمقة عن طريق حركات صغيرة ولكنها بالغة الدقة. ومن فوائد تمرين العضلات المتعمقة أيضًا أنه يؤدي إلى تحسين وضعية الجسد الذي قد يتجلى في نقص الوزن حتى وإن لم يكن بالقدر الكبير.
وتوصي بينكني أيضًا بعمل التمارين في ملابس تبرز (ولا تجمل) الشكل الطبيعي للجسم، وعمل التمرينات في مكان ساطع الضوء ليظهر للمتمرن مواضع الخلل في التدريب.

## كتب الكالانيتيكس لكالان بينكني
| العام | العنوان                                    | الناشر                               | تاريخ النشر    | حقوق الطبع      | ISBN   |
| ----- | ------------------------------------------ | ------------------------------------ | -------------- | --------------- | ------ |
| 1984  | الكلانيتيكس: 10 سنوات أقل في 10 ساعاتا     | ويليام مورو                          | 14 سبتمبر 1984 | كالان برودكشنز. | 000000 |
| 1987  | الكالانيتيكس: 10 سنوات أقل في 10 ساعات     | وورنر للكتب الصوتية والأشرطة         | 12 مايو 1987   | كالان برودكشنز. | 000000 |
| 1988  | الكالانيتيكس وعلاج الظهر                   | ويليام مورو                          | 2 سبتمبر 1988  | كالان برودكشنز. | 000000 |
| 1989  | الكالانيتيكس وعلاج الظهر                   | سيمون & شوستر للكتب الصوتية والأشرطة | 3 مارس 1989    | كالان برودكشنز. | 000000 |
| 1990  | العد التنازلي للكالانيتيكس                 | سينشري                               | 15 مارس 1990   | كالان برودكشنز. | 000000 |
| 1991  | الكالانيتيكس الممتاز                       | إيبوري                               | 21 مارس 1991   | كالان برودكشنز. | 000000 |
| 1992  | الكالانيتيكس السريع: المعدة                | فيرميليون                            | 4 فبراير 1992  | كالان برودكشنز. | 000000 |
| 1993  | الكالانيتيكس السريع: المعدة                | راندوم هاوس للكتب الصوتية والأشرطة   | 26 فبراير 1993 | كالان برودكشنز. | 000000 |
| 1992  | الكالانيتيكس السريع: الأرجل                | فيرميليون                            | 4 فبراير 1992  | كالان برودكشنز. | 000000 |
| 1993  | الكالانيتيكس السريع: الساقين               | راندوم هاوس للكتب الصوتية والأشرطة   | 26 فبراير 1993 | كالان برودكشنز. | 000000 |
| 1992  | الكالانيتيكس السريع: الأوراك والمؤخرة      | فيرميليون                            | 4 فبراير 1992  | كالان برودكشنز. | 000000 |
| 1993  | الكالانيتيكس السريع: الأوراك والمؤخرة      | راندوم هاوس للكتب الصوتية والأشرطة   | 26 فبراير 1993 | كالان برودكشنز. | 000000 |
| 1993  | كالانيتيكس الصباح والمساء                  | راندوم هاوس                          | 18 فبراير 1993 | كالان برودكشنز. | 000000 |
| 1993  | الكالانيتيكس كاملاً                         | مطبعة إيبوري                         | 1 أبريل 1993   | كالان برودكشنز. | 000000 |
| 1995  | الكالانيتيكس: اللياقة الجسمانية مدى الحياة | جي بي بوتنام آند سانز                | 3 يناير 1996   | كالان برودكشنز. | 000000 |

## فيديوهات الكالانيتيكس لكالان بينكني
| العام | العنوان                                | الصيغة             | الاستوديو         | تاريخ الإصدار  | حقوق الطبع      | رقم الدليل       |
| ----- | -------------------------------------- | ------------------ | ----------------- | -------------- | --------------- | ---------------- |
| 1986  | الكالانيتيكس: 10 سنوات أقل في 10 ساعات | في إتش إس/بيتاماكس | إم سي أي          | 4 نوفمبر 1986  | كالان برودكشنز. | 80429 / BTA80429 |
| 1993  | الكالانيتيكس: 10 سنوات أقل في 10 ساعات | ليزرديسك           | إم سي أي العالمية | 27 يناير 1993  | كالان برودكشنز. | 40429            |
| 1988  | الكالانيتيكس الممتاز                   | في إتش إس          | إم سي أي العالمية | 20 سبتمبر 1988 | كالان برودكشنز. | 80809            |
| 1989  | الكالانيتيكس للمبتدئين                 | في إتش إس          | إم سي أي العالمية | 5 سبتمبر 1989  | كالان برودكشنز. | 80892            |
| 1991  | الكالانيتيكس السريع: المعدة            | في إتش إس          | إم سي أي العالمية | 3 أكتوبر 1991  | كالان برودكشنز. | 81062            |
| 1991  | الكالانيتيكس السريع: الساقين           | في إتش إس          | إم سي أي العالمية | 3 أكتوبر 1991  | كالان برودكشنز. | 81061            |
| 1991  | الكالانيتيكس السريع: الأوراك والمؤخرة  | في إتش إس          | إم سي أي العالمية | 3 أكتوبر 1991  | كالان برودكشنز. | 81063            |
| 1992  | كالانيتيكس الصباح والمساء              | في إتش إس          | إم سي أي العالمية | 22 أكتوبر 1992 | كالان برودكشنز. | 81258            |
| 1994  | أسرار الكالانيتيكس                     | في إتش إس          | إم سي أي العالمية | ديسمبر 1994    | كالان برودكشنز. | 81868            |

## وصلات خارجية
- Callanetics Facebook Page  على فيسبوك.
- Callanetics With Sandra Hanna - Facebook Page  على فيسبوك.
- Gold Coast Callanetics with Sandra Hanna
- Callanetics North East